# Gerardus Antonius Joseph van Os
Gerardus (Gerard) Antonius Joseph (Johannes) van Os Kürzel: G.A.J. van Os (* 1. April 1911 in Utrecht; † 26. September 2006 in Beek-Ubbergen) war ein niederländischer Biochemiker.

## Leben
Gerardus Antonius Joseph war der Sohn von Gerardus van Os und dessen Frau Johanna Maria Camps. Er besuchte die Mittelschule und ab 1923 das St.-Bonifatius-Lyzeum seiner Geburtsstadt. 1929 begann er an der Universität Utrecht ein naturwissenschaftliches Studium. 1943 promovierte er bei Hugo Rudolph Kruyt mit dem Thema Ionenuitwisseling en geleidingsvermogen van het zilver-jodidesol (Deutsch: Ionenaustausch und Leitfähigkeit von Silberiodidsol) zum Doktor der Naturwissenschaften. Nach seiner Promotion arbeitete er als Lehrer am St. Joriscollege in Eindhoven, das damals mit dem römisch-katholischen Krankenhaus verbunden war.
1951 erhielt van Os ein Lehramt als Lektor für physikalische und anorganische Chemie an der medizinischen Fakultät der damaligen Katholischen Universität Nijmegen. Während dieser Zeit beschäftigte er sich mit der Weiterentwicklung der Papierelektrophorese und forschte auf dem Gebiet der Kolloidchemie. 1960 wurde van Os als Professor für physikalische Chemie an die neu gegründete naturkundliche Fakultät der Nijmegener Radboud-Universität berufen. Van Os beschäftigte sich in seiner biochemischen Forschung schwerpunktmäßig mit dem Mechanismus und dem Funktionsverhalten von biologischen Makromolekülen. Er war Autor von etwa 50 wissenschaftlichen Publikationen, unter anderem in der Zeitschrift Biophysical Chemistry, und betreute 16 Dissertationen. 1978 erhielt er den Orden vom Niederländischen Löwen, im selben Jahr wurde er emeritiert.
Os heiratete um 1945 in Nijmegen Elisabeth (Elly) Johanna Theresia Maria van Hooff (1924–2012).

## Werke (Auswahl)
- Ionenuitwisseling en geleidingsvermogen van het zilverjodidesol. Utrecht 1943
- Biologische macromoleculen. Utrecht 1962